# Centrotypus ortus
Centrotypus ortus är en insektsart som beskrevs av William Lucas Distant 1908. Centrotypus ortus ingår i släktet Centrotypus och familjen hornstritar. Inga underarter finns listade i Catalogue of Life.